# Кильчень (Магдалиновский район)
Кильче́нь (укр. Кільчень; до 2016 г. Радя́нское) — село, Магдалиновский поселковый совет, Магдалиновский район, Днепропетровская область, Украина.
Код КОАТУУ — 1222355102. Население по переписи 2001 года составляло 474 человека.

## Географическое положение
Село Кильчень находится на правом берегу реки Кильчень, выше по течению на расстоянии в 2 км расположено село Весёлый Гай, ниже по течению на расстоянии в 4,5 км расположено село Александровка, на противоположном берегу — село Запорожье.

## Экономика
- Опытное хозяйство «Поливановка».

## Объекты социальной сферы
- Школа.

## Братская могила
В лесопарковой зоне расположен мемориальный комплекс «Братская могила мирных жителей — жертв фашизма и неизвестному советскому воину». Мемориал жертвам Великой Отечественной войны установленный на месте захоронения жертв. Мемориальный комплекс включает памятник «Неизвестному офицеру». Памятник построен на пожертвования студентов Мединститута в начале 1980-х годов. Автор памятника — Владимир Павлович Небоженко, Почётный гражданин Днепра.
19 апреля 2017 года двое жителей Днепра решили поломать и украсть памятник для денежной наживы. Для этого они разрезали бронзовый памятник на части и погрузили его в автомобиль. Их действия пресекла милиция. По факту вандализма и надругательства над памятью невинно убитых было возбуждено уголовное дело по ч.2 ст.297 Уголовного кодекса Украины (надругательство над могилой). Злоумышленникам не только грозит штраф до 100 необлагаемых минимумов доходов граждан, но и заключение в тюрьму минимум на полгода, а затем ограничение свободы на срок до трёх лет, или продолжение нахождения в тюрьме ещё на 2.5 года.